# ديميتري باترسون
ديميتري باترسون (بالإنجليزية: Dimitri Patterson)‏ هو لاعب كرة قدم أمريكية أمريكي، ولد في 18 يونيو 1983 في ميامي في الولايات المتحدة.